# 687 (numero)
Seicentottantasette è il numero naturale dopo il 686 e prima del 688.

## Proprietà matematiche
- È un numero dispari.
- È un numero composto, con i seguenti 4 divisori: 1, 3, 229, 687. Poiché la somma dei suoi divisori (escluso il numero stesso) è 233 < 687, è un numero difettivo.
- È un numero semiprimo.
- È un numero palindromo nel sistema di numerazione posizionale a base 11 (575).
- È parte delle terne pitagoriche (180, 663, 687), (687, 916, 1145), (687, 26216, 26225), (687, 235984, 235985
- È un numero 230-gonale.
- È un numero congruente.

## Astronomia
- 687 Tinette è un asteroide della fascia principale del sistema solare.
- Gliese 687 o GJ 687 è una nana rossa che si trova nella costellazione del Dragone, a quasi 15 anni luce dal Sole.
- NGC 687 è una galassia lenticolare della costellazione di Andromeda.

## Astronautica
- Cosmos 687 è un satellite artificiale russo.

## Altri ambiti
- Bundesautobahn 687 è una autostrada della Baviera in Germania.